# Macrotrema caligans
Macrotrema caligans är en fiskart som först beskrevs av Cantor, 1849.  Macrotrema caligans ingår i släktet Macrotrema och familjen Synbranchidae. Inga underarter finns listade i Catalogue of Life.